# Вендорож
Ве́ндорож (бел. Вендараж) — агрогородок в составе Вендорожского сельсовета Могилёвского района Могилёвской области Республики Беларусь.
В 2010 году деревня Вендорож преобразована в агрогородок.

## Географическое положение
Ближайшие населённые пункты: Отнянка, Белявщина, Новый Вендорож, Завережье.

## История
Вендорож основан в 1568 году «людьми прихожими», шляхетская собственность. В 1586 году князем Богданом Саламярэцким построена церковь.
В 2010 году деревня Вендорож преобразована в агрогородок.

### Церковь
В 1905 году церковь называлась «Вендорожская Покровская церковь», где священником служил Волков Михаил Петрович с 1905 по 1910 года и после этого продолжал службу многие годы. Со слов близких, в Вендороже было две церкви. В дальнейшем отец Михаил был переведен в Могилев, где служил с апреля 1937 года священником (протоиерей) Успенско-кладбищенской церкви. 28.09.1937 года особой тройкой при НКВД БССР был приговорен к высшей мере наказания. 9.04.1966 года Волков Михаил Петрович реабилитирован Могилевским облсудом. Его жена, Волкова Ольга Павловна, работала в советской школе 1-й ступени в деревне Корчемка.

## Школа
В школе получают образование около 150 человек

## Культура
- Дом культуры
- Музей ГУО «Вендорожская средняя школа имени М. Е. Романькова»

## Достопримечательность
- Криница
- Древний каменный крест
- Братская могила советских воинов

### Памятник, скульптура
- Мемориал жертв фашизма
- Мемориальная экспозиция «Стена Памяти» (с именами земляков)
- Памятный знак в честь Героя Советского Союза М. Е. Романькова

## Галерея
- Криница
- Древний каменный крест